# Tadeusz Ulewicz
Tadeusz Dominik Ulewicz  (ur. 4 sierpnia 1917 w Radomiu, zm. 5 maja 2012 w Krakowie) – historyk literatury, profesor literatury staropolskiej Uniwersytetu Jagiellońskiego.

## Życiorys
Absolwent Gimnazjum św. Jacka w Krakowie (matura w 1935). Absolwent Studium Filologii Polskiej UJ (1935–1939). Podczas okupacji czynny w tajnym nauczaniu oraz jako pracownik Instytutu Niemieckich Pracy na Wschodzie, gdzie przygotowywał materiały na temat polskich Żydów. Od 1945 asystent UJ. W 1967 uzyskał tytuł profesora nauk humanistycznych. Kierownik Zakładu Literatury Staropolskiej i Oświeceniowej. Badacz literatury i kultury staropolskiej z okresu średniowiecza i renesansu. Znawca twórczości Jana Kochanowskiego, redaktor Ruchu Literackiego i Archiwum Literackiego. Autor wielu rozpraw naukowych. Doktor honoris causa uniwersytetów w Mediolanie i w Łodzi.
Wśród wypromowanych przez niego doktorów znaleźli się: Andrzej Borowski, Elwira Buszewicz, Andrzej Biernacki.
W kwietniu 2000 otrzymał nagrodę „Krakowska Książka Miesiąca” za Iter romano-italicum polonorum, czyli o związkach umysłowo-kulturalnych Polski z Włochami.
Członek czynny Polskiej Akademii Umiejętności oraz członek Towarzystwa Naukowego Warszawskiego.
Odznaczony Krzyżem Komandorskim z Gwiazdą Orderu Odrodzenia Polski (2000), orderem Grande Ufficiale (1 Classe) Ordine Stella Della Solidarieta Italiana, Medalem Komisji Edukacji Narodowej, Złotym Medalem „Zasłużony Kulturze – Gloria Artis”, nagrodą „Laur Jagielloński”.

## Życie prywatne
Syn Jadwigi i Szczepana. Mąż Teresy Bałuk-Ulewicz. Przyjaciel Karola Wojtyły z okresu studiów na filologii polskiej UJ.
Pochowany na cmentarzu Rakowickim w Krakowie.